# Rojalizam
Rojalizam (fr. royalisme), politička ideologija čiji pristalice podržavaju određenog monarha i dinastiju, za razliku od monarhizma čiji pobornici se zalažu za monarhijsko državno uređenje. U tom kontekstu, rojalist je pristalica određenog monarha nasuprot konkurentskoj dinastiji ili pristaša monarha naspuprot republikanskom uređenju.

## Rojalistički pokreti u Europi
- Francuska - u 19. stoljeću bilo je zastupljeno nekoliko rojalističkih pokreta. Legitimisti su bili pristalice dinastije Bourbon, orleanisti dinastije Bourbon-Orléans, mlađeg ogranka francuske kraljevske dinastije, a bonapartisti carske dinastije Bonaparte.[1]

- Španjolska - u 19. stoljeću i prvoj polovici 20. stoljeća karlistički pokret, odnosno sukob između dvije loze španjolskih Burbonaca, od kojih je jednu predvodio Don Carlos kao pretendent na prijestolje.

- Ujedinjeno Kraljevstvo - u 18. stoljeću pristalice svrgnute kraljevske dinastije Stuart poznati kao jakobiti pokušavali su vratiti članove te dinastije na vlast.[2]